# Първа сирийска война
Първата сирийска война (274 – 271 пр.н.е.) е конфликт между птолемейски Египет на Птолемей II и Арсиноя II и царството на селевкидите на Антиох I. Войната започва през 274 пр.н.е. и завършва през 271 пр.н.е. с победа на Египет.